# TEDxTaichung
TEDxTaichung，自2015年10月26日開啟與TED的合作，最初名為TEDxDadun，Dadun源自台中舊名「大墩」。

## 簡介
TEDxDadun於2016年舉辦首次年會，此後每年舉辦活動。2021年11月22日，升格為TEDxTaichung，同年舉辦了第一屆的TEDxTaichungWomen。TEDxTaichung持續邀請跨領域的專家學者分享知識、經驗、思維與探索。

## 願景
TEDxTaichung以「驅動改變」作為使命，傳播知識、經驗與嶄新思維。TEDxTaichung的口號為「從中感動，從此行動」，期盼透過行動創造改變，形塑美好的未來。

## 外部連結
TEDxTaichung官網 （页面存档备份，存于）0
TEDxTaichung臉書 （页面存档备份，存于）
TEDxTaichung - Accupass活動通 （页面存档备份，存于）